# Palmira, Mariano Escobedo
Palmira är en ort i Mexiko.   Den ligger i kommunen Mariano Escobedo och delstaten Veracruz, i den sydöstra delen av landet, 220 km öster om huvudstaden Mexico City. Palmira ligger 1 343 meter över havet och antalet invånare är 14 256.
Terrängen runt Palmira är varierad. Runt Palmira är det mycket tätbefolkat, med 1 361 invånare per kvadratkilometer. Närmaste större samhälle är Orizaba, 3,6 km söder om Palmira. Trakten runt Palmira består till största delen av jordbruksmark.